# Oh Dal-su
Oh Dal-su es un veterano actor coreano. Empezó su carrera de teatro en Busan, y desde el 2001 ha sido la cabeza de la compañía de teatro Singiru Manhwagyeong ("Espejismo y caleidoscopio").

## Carrera
Es miembro de la agencia C-JeS Entertainment (씨제스엔터테인먼트).

## Controversias
El 22 de febrero de 2018 fue acusado de acoso sexual, pero él negó la acusación. Aun así el 26 de febrero las acusaciones en contra de Oh fueron retransmitidas en JTBC Newsroom, durante una entrevista con la mujer quien lo acusó de acoso y agresión sexual. Además en el episodio de JTBC Newsroom del 27 de febrero, la actriz Uhm Ji-young dijo que ella también fue acosada sexualmente por Oh en 2003. Como resultado, Oh se retiró de la serie próxima a emitirse Mi señor.

## Filmografía

### Cine
| Año   | Título                                       | Rol                          | Ref.   |
| ----- | -------------------------------------------- | ---------------------------- | ------ |
| 2002  | Bet on My Disco                              | 뻘줌남                       |        |
| 2003  | Adolescence                                  |                              |        |
| 2003  | If You Were Me                               | Policía                      |        |
| 2003  | Oldboy                                       | Park Cheol-woong             |        |
| 2004  | The Secret of Eel-fishing                    | Choi Dal-bong                |        |
| 2004  | The Last Wolf                                | diente de oro                |        |
| 2004  | The President's Barber                       | Mr. Ahn                      |        |
| 2004  | Woman is the Future of Man                   | hombre pastel de arroz       |        |
| 2005  | How Does the Blind Dream?                    |                              |        |
| 2005  | Mapado                                       | jefe                         |        |
| 2005  | Crying Fist                                  | Yong-dae                     |        |
| 2005  | A Bittersweet Life                           | Myung-gu                     |        |
| 2005  | Sympathy for Lady Vengeance                  | Mr. Chang                    |        |
| 2006  | Forbidden Quest                              | Hwang-ga (copier)            |        |
| 2006  | A Bloody Aria                                | Oh-geun                      |        |
| 2006  | The Host                                     | Monstruo (voz)               |        |
| 2006  | Between Love and Hate                        | Hak-yi                       |        |
| 2006  | Three Fellas                                 | Na Sang-choon                |        |
| 2006  | Once in a Summer                             | Nam Gyun-soo                 |        |
| 2006  | I'm a Cyborg, But That's OK                  | Shin Duk-cheon               |        |
| 2007  | Project Makeover                             | Padre de Jung-ju             |        |
| 2007  | The Show Must Go On                          | Hyun-soo                     |        |
| 2007  | Driving with My Wife's Lover                 | Taxista                      |        |
| 2008  | Baby and I                                   |                              |        |
| 2008  | A Tale of Legendary Libido                   | Kang-mok                     |        |
| 2008  | The Good, the Bad, the Weird                 | Mayordomo Park               |        |
| 2009  | Private Eye                                  | Oh Young-dal                 |        |
| 2009  | Thirst                                       | Young-du                     |        |
| 2009  | Dream                                        | Lee Young-chul               |        |
| 2009  | Short! Short! Short! 2009: Show Me the Money | Propietario de la fábrica    |        |
| 2009  | Girlfriends                                  | Voz del doctor               |        |
| 2010  | Nice Shorts                                  | Padre (voz)                  |        |
| 2010  | The Servant                                  | Anciano Ma                   |        |
| 2010  | Troubleshooter                               | Sang-chul                    |        |
| 2010  | Foxy Festival                                | Kim Gwang-rok                |        |
| 2010  | Late Blossom                                 | Dal-su                       |        |
| 2011  | Detective K: Secret of the Virtuous Widow    | Seo-pil                      |        |
| 2011  | Head                                         | Kim Sang-chul/Oh Byeong-seok |        |
| 2011  | Hindsight                                    | Maestro Yook                 |        |
| 2011  | About Alcohol                                | Narrador                     |        |
| 2012  | Salamander Guru and The Shadows              | Seon-dal                     |        |
| 2012  | The Thieves                                  | Andrew                       |        |
| 2012  | R2B: Return to Base                          | Min Dong-pil                 |        |
| 2012  | The Traffickers                              | Kyung-jae                    |        |
| 2012  | The Ugly Duckling                            | Padre de Nak-man             |        |
| 2012  | Code Name: Jackal                            | detective jefe Ma            |        |
| 2012  | Mr. Vertigo                                  | Maestro                      |        |
| 2013  | Milagro en la celda 7                        | So Yang-ho                   |        |
| 2013  | My Paparotti                                 | Director Deok-saeng          |        |
| 2013  | Mai Ratima                                   |                              |        |
| 2013  | The Attorney                                 | Park Dong-ho                 |        |
| 2014  | The Pirates                                  | Han Sang-jil                 |        |
| 2014  | Slow Video                                   | Byeong-soo                   |        |
| 2014  | Ode to My Father                             | Dal-gu                       |        |
| 2015  | Detective K: Secret of the Lost Island       | Seo-pil                      |        |
| 2015  | Assassination                                | Hombre viejo                 |        |
| 2015  | Por encima de la ley                         | Jefe Oh                      | [ 14 ] |
| 2015  | You Call It Passion                          | Gerente General Go           |        |
| 2016  | The Great Actor                              | Jang Sung-Pil                |        |
| 2016  | Run Off                                      | Kang Dae-Woong               |        |
| 2016  | Old Days                                     | él mismo                     |        |
| 2016  | The Tunnel                                   | Rescue Worker                |        |
| 2016  | Master                                       | Hwang Myeong-joon            |        |
| 2017  | Memoir of a Murderer                         | Byeong-man                   |        |
| 2017  | Along With the Gods: The Two Worlds          | Juez                         |        |
| 2017  | 1987: When the Day Comes                     | Yi Doo-seok                  |        |
| 2018  | Detective K: Secret of the Living Dead       | Seo-pil                      |        |
| 2020  | Best Friend                                  | Lee Eui-shik                 |        |
| 2022  | I Want to Know Your Parents                  | Do Ji-yeol                   |        |
| 2024  | I, the Executioner                           | Capitán Oh                   | [ 15 ] |
| Próx. | Good Neighbor                                |                              |        |
| Próx. | Control                                      |                              |        |

### Series de televisión
| Año     | Título                          | Papel                                            | Canal   | Ref.   |
| ------- | ------------------------------- | ------------------------------------------------ | ------- | ------ |
| 2009    | Dream                           | Lee Young-chul                                   | SBS     |        |
| 2012    | Salamander Guru and The Shadows | Seon-dal                                         | SBS     |        |
| 2022-23 | La gran apuesta                 | Presidente de la Asociación Coreana de Filipinas | Disney+ | [ 16 ] |
| 2024    | El juego del calamar            | Capitán Park                                     | Netflix |        |
| 2025    | Submundo                        | Oh Dong-nam                                      | Disney+ |        |

### Teatro
| Año  | Título                                                  | Papel         |  |
| ---- | ------------------------------------------------------- | ------------- |  |
| 2005 | Art                                                     | Kyu-tae       |  |
| 2005 | 해일                                                    |               |  |
| 2005 | Men's Impulse                                           |               |  |
| 2006 | The Tenant                                              |               |  |
| 2008 | The Goat, or Who Is Sylvia?                             | Martin Gray   |  |
| 2008 | Marijuana                                               | Yong-bo       |  |
| 2009 | Mondays 5 p.m.                                          |               |  |
| 2010 | Ogu                                                     |               |  |
| 2011 | Holding the Sun and the Moon                            | Elder Hwang   |  |
| 2012 | Kisaragi Miki-chan                                      | Kimura Takuya |  |
| 2012 | House of Dead / Nobel Prize for Literature Award Speech | escritor      |  |
| 2013 | Kisaragi Miki-chan                                      | Kimura Takuya |  |
| 2018 | Detective K: Secret of the Living Dead                  | Cheon-moo     |  |

### Revistas / sesiones fotográficas
| Año  | Título            | Notas                                                             |
| ---- | ----------------- | ----------------------------------------------------------------- |
| 2015 | High Cut Magazine | junto a Ha Jung-woo, Lee Jung-jae, Cho Jin-woong y Choi Dong-hoon |

## Premios y nominaciones
| Año  | Premio                                               | Categoría                           | Trabajo nominado                       | Result   | Ref.          |
| ---- | ---------------------------------------------------- | ----------------------------------- | -------------------------------------- | -------- | ------------- |
| 2005 | 6th Busan Film Critics Awards                        | mejor actor de reparto              | Mapado                                 | Ganador  |               |
| 2006 | 27th Blue Dragon Film Awards                         | mejor actor de reparto              | Forbidden Quest                        | Nominado |               |
| 2007 | 15th Chunsa Film Art Awards                          | mejor actor de reparto              | Once in a Summer                       | Ganador  |               |
| 2009 | SBS Drama Awards                                     | mejor actor de reparto de drama     | Dream                                  | Nominado |               |
| 2010 | 47th Grand Bell Awards                               | mejor actor de reparto              | The Servant                            | Nominado |               |
| 2010 | 31st Blue Dragon Film Awards                         | mejor actor de reparto              | The Servant                            | Nominado |               |
| 2013 | 49th Baeksang Arts Awards                            | mejor actor de reparto(Film)        | Milagro en la celda 7                  | Nominado | [ 18 ] [ 19 ] |
| 2013 | 50th Grand Bell Awards                               | mejor actor de reparto              | Milagro en la celda 7                  | Nominado | [ 20 ]        |
| 2013 | 21st Korean Culture and Entertainment Awards         | Top Excellence Award, Actor in Film | Milagro en la celda 7                  | Ganador  |               |
| 2014 | 34th Golden Cinema Festival                          | mejor actor de reparto              | Milagro en la celda 7                  | Ganador  |               |
| 2015 | 10th Max Movie Awards                                | mejor actor de reparto              | Ode to My Father                       | Nominado |               |
| 2015 | 20th Chunsa Film Art Awards                          | mejor actor                         | Detective K: Secret of the Lost Island | Nominado |               |
| 2015 | 19th Bucheon International Fantastic Film Festival   | It Star Award                       | Ode to My Father                       | Ganador  |               |
| 2015 | 24th Buil Film Awards                                | mejor actor de reparto              | Ode to My Father                       | Nominado |               |
| 2015 | 52nd Grand Bell Awards                               | mejor actor de reparto              | Ode to My Father                       | Ganador  |               |
| 2015 | 52nd Grand Bell Awards                               | mejor actor de reparto              | Assassination                          | Nominado |               |
| 2015 | 36th Blue Dragon Film Awards                         | mejor actor de reparto              | Ode to My Father                       | Ganador  |               |
| 2015 | 2nd Korean Film Producers Association Awards         | mejor actor de reparto              | Ode to My Father                       | Ganador  |               |
| 2015 | 6th Korean Popular Culture & Arts Awards             | Prime Minister's Award              |                                        | Ganador  |               |
| 2016 | 7th Korean Film Reporters Association Awards (KOFRA) | mejor actor de reparto              | Assassination                          | Ganador  |               |
| 2016 | 11th Max Movie Awards                                | mejor actor de reparto              | Veteran                                | Ganador  |               |
| 2016 | 21st Chunsa Film Art Awards                          | mejor actor de reparto              | Veteran                                | Nominado |               |
| 2016 | 52nd Baeksang Arts Awards                            | mejor actor de reparto (Film)       | Veteran                                | Nominado |               |
| 2016 | 37th Blue Dragon Film Awards                         | mejor actor de reparto              | The Tunnel                             | Nominado |               |
| 2016 | 53rd Grand Bell Awards                               | mejor actor de reparto              | The Tunnel                             | Nominado |               |